# Atakent
Atakent, kaz. Атакент, dawniej Iljicz - osiedle typu miejskiego w południowym Kazachstanie, w obwodzie południowokazachstańskim. Liczy 13 200 mieszkańców (2006). Ośrodek przemysłu spożywczego. Posiada stację kolejową.